# Лунка-Асеу
Лунка-Асеу (рум. Lunca Asău) — село у повіті Бакеу в Румунії. Входить до складу комуни Асеу.
Село розташоване на відстані 223 км на північ від Бухареста, 41 км на захід від Бакеу, 120 км на південний захід від Ясс, 106 км на північний схід від Брашова.

## Населення
За даними перепису населення 2002 року у селі проживали 814 осіб, усі — румуни. Усі жителі села рідною мовою назвали румунську.